# The Incredible Hulk: The Pantheon Saga
The Incredible Hulk: The Pantheon Saga es un videojuego desarrollado por Attention to Detail y publicado por Eidos Interactive para PlayStation, Sega Saturn y MS-DOS en 1996. El juego de acción para un jugador, desplazamiento lateral se basa libremente en las historias de los números de principios de la década de 1990 de la serie de cómics Incredible Hulk.

## Historia
En la década de 1990, la serie de cómics "Incredible Hulk" presentaba a Hulk (ahora con las personalidades de Bruce Banner y Hulk fusionadas en un todo funcional) siendo secuestrado por Pantheon equipo/familia de superhéroes, y finalmente acepta liderar el equipo para combatir problemas globales como terrorismo y la guerra en el Medio Oriente. El videojuego solo se basa libremente en la historia del Panteón, tomando prestados personajes pero no trazando elementos del cómic original.
El videojuego comienza cuando el Hulk es capturado por el Panteón y se libera justo cuando su buque de carga aterriza en su cuartel general de montaña. En los primeros cuatro niveles, Hulk lucha dentro de la sede secreta del Panteón, hasta que los miembros del Panteón Atalanta, Ulises, Ajax y Héctor son localizados y derrotados. Después de derrotarlos, se convierten en aliados de Hulk. La historia cambia a batallas con supervillanos como Piecemeal, Trauma, Lazarus, U-Foes y el Maestro.

## Jugabilidad
Hulk puede saltar, golpear, patear y recoger ciertos objetos grandes para lanzarlos como proyectiles. Además de la barra de salud normal, Hulk también tiene una barra de energía gamma que se agota cada vez que Hulk usa uno de sus movimientos de lucha especiales. Varios niveles requieren que Hulk resuelva un rompecabezas (es decir, ubicar y romper paneles de control en un cierto orden) para continuar.
El juego incluye una función de contraseña para guardar el progreso.

## Recepción
"The Incredible Hulk: The Pantheon Saga" ha recibido críticas generalmente negativas. GameSpot le dio a la versión de PlayStation un 2.4/10, citando una historia confusa, animación entrecortada, una banda sonora mediocre y un juego demasiado fácil. IGN le dio un 5/10, diciendo que el juego es tedioso, pero el juego en su conjunto "no es tan malo como la mayoría de los juegos Acclaim de la misma fórmula". Mister Blister de GamePro escribió en una breve reseña que "los entornos 3D de aspecto medio... se ven obstaculizados por un uso excesivo de sombras que oculta detalles. Con animación y efectos de sonido tan desiguales como los de Hulk ropa, toda la increíble experiencia pronto se vuelve repetitiva".  Revista Sega Saturn  le dio a la versión de Saturno un 15%, calificándola como "una vergüenza para Eidos, para los desarrolladores, para Marvel y para Saturno" y "el peor juego lanzado oficialmente para Saturno ". Citó los ambientes aburridos, extremadamente bajos distancia de dibujo, animación pobre, banda sonora mediocre, desconexión entre los controles y el personaje del jugador, y la falta de Hulk de las habilidades que tenía en el material fuente, en particular que el juego es basado en la búsqueda de interruptores para abrir puertas y activar ascensores, cuando en los cómics, Hulk podría simplemente atravesar puertas y saltar los elevadores.